# 10353 Momotaro
10353 Momotaro este un asteroid din centura principală de asteroizi.

## Descriere
10353 Momotaro este un asteroid din centura principală de asteroizi. A fost descoperit pe 20 decembrie 1992 la Kiyosato de Satoru Ōtomo. Asteroidul prezintă o orbită caracterizată de o semiaxă mare de 2,93 ua, o excentricitate de 0,04 și o înclinație de 3,2° în raport cu ecliptica.